# Paint Rock (Alabama)
Paint Rock è un comune degli Stati Uniti d'America situato nella contea di Jackson dello Stato dell'Alabama.